# 104. brigada (Hrvaška vojska)
Za druge 104. brigade glejte 104. brigada.
104. brigada je bila pehotna brigada v sestavi Hrvaške vojske.

## Zgodovina
104. brigada je bila ustanovljena 8. maja 1991 kot del Zbora narodne garde; uradno je bila aktivirana šele 2. julija 1991.
Septembra 1991 je brigada sodelovala pri blokadi vojašnic JLA v Varaždinu, Kalniku in Bjelovarju. Oktobra 1991 je bila poslana na fronto, kjer je sodelovala pri bojih pri Nuštarju v Slavoniji. Novembra je bila poslana na fronto Lipik-Pakrac, kjer je ostala do julija 1992; v tem času je imela 174 žrtev, od tega 29 padlih v boju. Leta 1993 (do julija) je v bojih okoli Posavine izgubila 13 pripadnikov, od tega je 1 padel. Leta 1995 je sodelovala v operaciji Nevihta.
26. maja 2006 je bila brigada odlikovana s redom Nikole Šubića Zrinskega.

## Organizacija
- štab
- 1. bataljon
- 2. bataljon
- 3. bataljon

## Poveljstvo
Poveljnik
- polkovnik Ivan Rukljić (8. maj 1991–15. december 1992)
- major Vjeran Rožić (15. december 1992–1994)
- polkovnik Ivan Matoković (1994–?)